# Clase Teruel
Los destructores Clase Teruel (Huesca y Teruel) eran dos destructores italianos de la clase Alessandro Poerio, compuesta por un tercer miembro, el Cesare Rossarol, que había sido hundido tras chocar con una mina el 16 de noviembre de 1918, finalizados poco antes del término de la Primera Guerra Mundial, cuando fueran diseñados como exploradores ligeros. Fueron vendidos a España por la Italia de Mussolini cuando por sus condiciones y antigüedad apenas podían considerarse como torpederos al final de su vida operativa.

## Buscando destructores
La Armada nacional estaba muy necesitada de destructores pues solo contaba con uno, el Velasco (frente a los catorce con que contaba el bando republicano), muy descompensada en relación con el número de Cruceros. Por ello se buscó en Japón y en Italia, donde finalmente le fue entregada al agregado naval en Roma una lista de tan sólo 10 unidades el 26 de junio de 1937 en la que figuraban entre otros el Crucero Tarento, los destructores Aquila, Falco, Alessandro Poerio, Gugliemo Pepe, los torpederos Premuda, Grado y Cortellazo, (estos tres descartados de entrada por inservibles), y dos submarinos (que también se incorporarían a la armada rebelde con los nombres de General Mola y General Sanjurjo). 
La operación no era del agrado de la Regia Marina, pese a estar obsoletos los buques, sobre todo por los submarinos, pero se recibió Ordine Superiorissima del Duce, y admitieron una substanciosa rebaja y cobrar a plazos.

## Huesca y Teruel
Pertenecientes a la Regia Marina y formando parte del saldo adquirido en 1937 por la Marina sublevada, estos barcos habían participado en la Primera Guerra Mundial en el Adriático, contra la armada austro-húngara. El Huesca (ex Alessandro Poerio) y el Teruel (ex Guglielmo Pepe), debido a sus pobres características y su antigüedad fueron destinados a funciones de 2ª línea.
El primer comandante español del Huesca fue el entonces Capitán de Corbeta Luis Carrero Blanco.

## Buques claseTeruel
| Nombre | Nombre italiano   | Astillero              | Año de botadura | Armada española | Baja | Causa               |
| ------ | ----------------- | ---------------------- | --------------- | --------------- | ---- | ------------------- |
| Teruel | Alessandro Poerio | Ansaldo & Cía - Génova | 1915            | 1937            | 1948 | Retirado/Desguazado |
| Huesca | Guglielmo Pepe    | Ansaldo & Cía - Génova | 1915            | 1937            | 1953 | Retirado/Desguazado |